# APF TV Fun

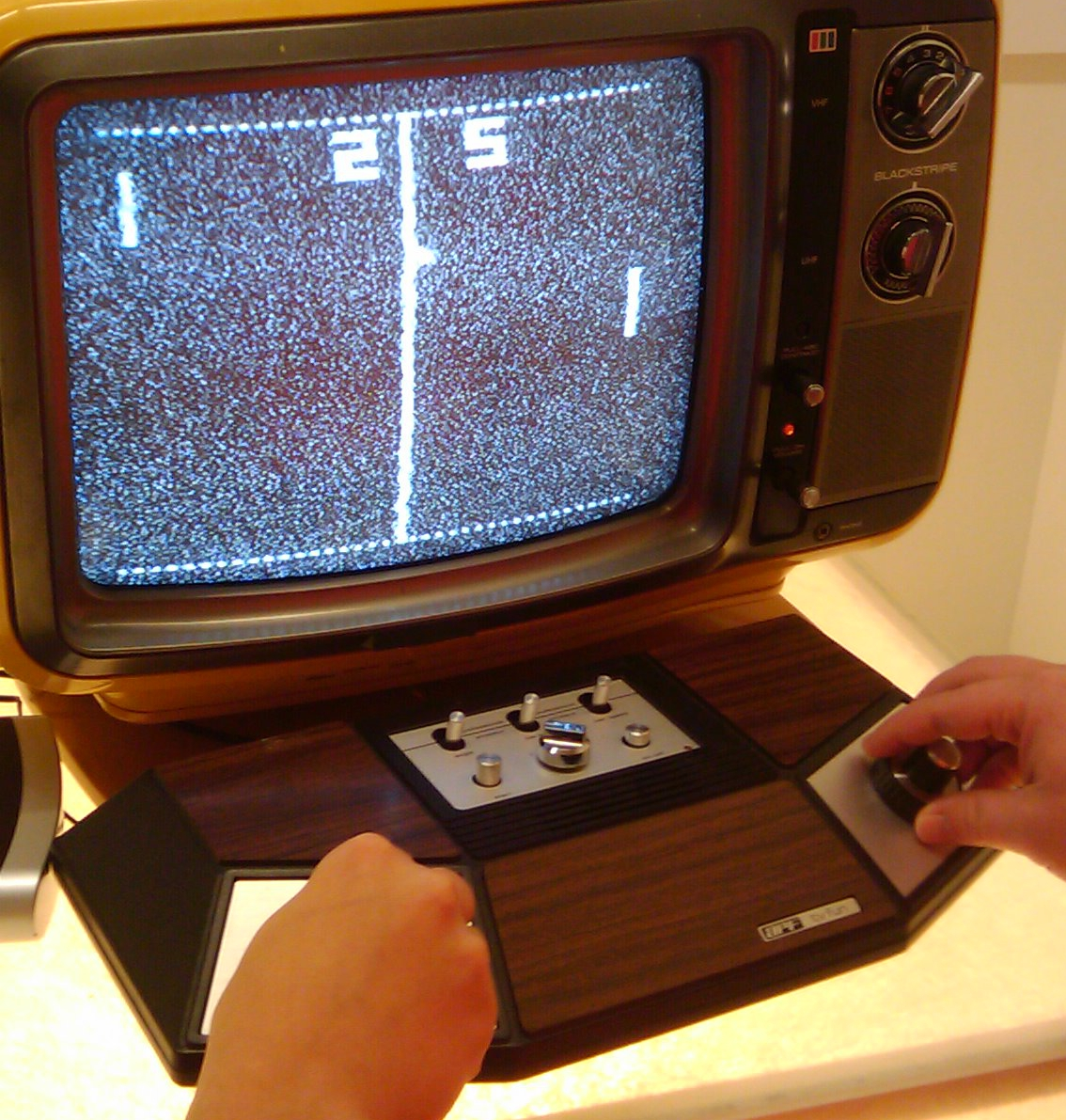

L'APF TV Fun est une console de jeux vidéo de première génération. Il s'agit d'un clone de Pong fabriqué par APF Electronics au Japon à partir de 1976. Cette console est basée sur la puce AY-3-8500.
Les modèles 401 et 401a disposent d'un haut-parleur intégré, de deux boutons de contrôle, d'interrupteur à bascule pour la difficulté (les choix sont « professionnel » ou « amateur »), pour l'angle/la taille de la batte/la vitesse de la balle. Il y a aussi une molette pour choisir entre les 4 jeux intégrés (à savoir le tennis, le hockey, le handball et le squash).

## Sources
- (en) Cet article est partiellement ou en totalité issu de l’article de Wikipédia en anglais intitulé « APF TV Fun » (voir la liste des auteurs).

1. ↑  APF TV Fun, sur Old-computers.com. Consulté le 18/10/2012.